# Moungali
Moungali, aussi orthographié Mungali, est le quatrième arrondissement de Brazzaville.

## Situation
L’arrondissement 4 moungali est  couvert d'une superficie de 14,28 km2 pour 124.190 habitants. Il est limité par les quatre arrondissements suivants : Poto – Poto, Ouenzé, Mfilou et Makélékélé et est baigné par trois ruisseaux : Madoukoutsékélé, la Mfoa et la Mfilou.
| Mfilou     | Mfilou    |          |
| Makélékélé | Moungali  | Talangaï |
|            | Poto-Poto |          |

## Histoire
Moungali, jadis constitué de marais et de sables étincelants et nus, doit son nom à un mot de la langue locale qui signifie aveuglant. 
Moungali est créé en janvier 1957, durant la période coloniale, au moment où Brazzaville était la capitale de l'Afrique-Équatoriale française, la colline du Haut-Plateau était une zone réservée prioritairement aux militaires ressortissants d’Afrique-Équatoriale ayant atteint 15 ans de service et donc automatiquement admis à la retraite, d'où l'appellation « Plateau des 15 ans ».

## Quartiers

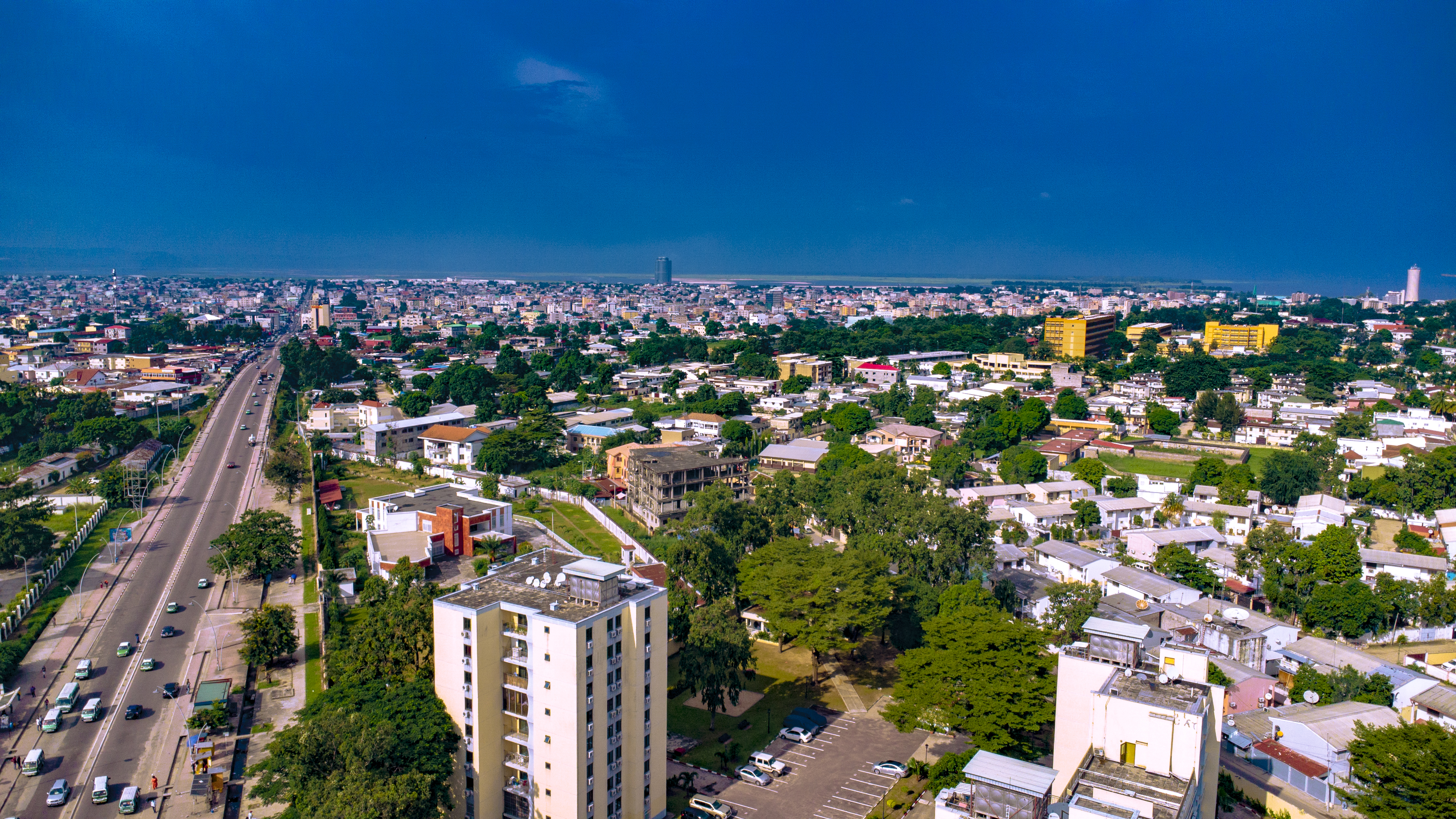
Quartier OCH

- 42, Anciens combattants
- 43, Plateau des 15 ans
- 44, Dix Maisons
- 45, CEG de la paix
- 46, Marché 10 Francs
- 47, CEG Matsoua
- 48, Moukondo
- 49, La poudrière

## Économie
Cette partie de la ville est très commerçante, avec ses multiples bars, discothèques et nganda (sortes de bars dancing), surtout le long de l'avenue de la Paix. 
Moungali compte trois grands marchés non moins modernisés : (marché Moukondo, Marché Plateau des 15ans, Marché 10 Francs). Il abrite l’aéroport civil et militaire, l’école de peinture dite de poto-poto et la maison des anciens combattants.